# Planteernæring
Planteernæring eller phytotrophologi (af græsk: phyton = plante + trophologi = ernæringslære) behandler ernæring af kulturplanter som er et delområde inden for agrarkemien. Det tværfaglige forskningsfelt tager afsæt i spørgsmål vedrørende jordbundslære, grundlæggende botanik og miljølære, og det støtter den praktiske udbytte- og kvalitetsforbedring inden for landbrug, gartneri, skovbrug og ernæringsvidenskab.

## Aspekter og indordning
- Plantefysiologiske spørgsmål – planteernæring som tilførsel af vækstfremmende stoffer;
- Økologiske temaer – ernæring af planten i afhængighed af voksested og miljø;
- Agronomiske spørgsmål – erstatningsmængde, kvalitetsgrad som målestok for plantevækst;

Mens plantefysiologien som botanisk delområde beskæftiger sig med ernæringsspørgsmål uafhængigt af ”substrat”, udforsker faget planteernæring lige netop substratets indflydelse på plantevæksten. Økologien beskæftiger sig (tilsvarende) med planten på dens voksested – sammenlignet med planteernæring, der har at gøre med udbyttet af kulturplanter på et givet voksested; jordbundslæren betragter jorden og dens egenskaber – hvorimod planteernæring ser på jorden som planternes levested.
Landbrug og plantedyrkning udnytter af de sammenhænge, der bliver afklaret vedrørende de kemiske sider af gødskning. I den forbindelse blev det – historisk set – diskuteret i lang tid, om planterne spiser humus (humusteorien), eller om det er mineralske næringsstoffer, der er udslaggivende for ernæringen af planterne. Med opdagelsen af makronæringsstofferne og senere også af de vigtigste mikronæringsstoffer blev dette spørgsmål videnskabeligt afklaret gennem vækstforsøg.
Nyere forskning under bl.a. Torsten Müller, Günter Neumann undersøger biologiske faktorer (plantesubstrater og jordbundens organismer) og deres påvirkning af planternes forsyning med næringsstof under forskellige vækstbetingelser.

## Historisk udvikling
- Humusteori, udviklet af Aristoteles (ca. 350 f.Kr.) – humus som næringsstof
- Bernard Palissy (1563) – påvirkninger fra salt og aske
- Johan Baptista van Helmont (1620) – vækstforsøg med vand som næringsstof
- John Woodward (1699) – „snavset“ vandingsvand er bedre end rent vand
- Carl Wilhelm Scheele (1770) – planter producerer CO2
- Joseph Priestley (1775) – planter udskiller O2
- Jan Ingenhousz (1779) – lysets betydning for udveksling af luftstoffer
- Nicolas Theodore de Saussure (1804) – mængdemæssig afklaring af fotosyntesen
- Jean Baptiste Boussingault (1836–1839) – præcise forsøg med næringsstoffer
- Carl Philipp Sprengel (1825–1835) – grundlaget for næringsstofteorien
- Justus von Liebig (1840) – gennembrud for jordbundskemien

## Plantevækst og udbytte
Biomasseproduktionen af vegetabilske madvarer og råstoffer sker på grundlag af fotosyntesen og andre vækstfaktorer af fysisk, kemisk eller biologisk natur. Faktorer, der bestemmer udbyttet er klima- og jordbundsforhold, tilgængelighed af vand, næringsstoffer, tilstedeværelsen af giftige stoffer, pH-værdien i substratet og organiske elementer.
De mængdemæssige sammenhænge afsløres gennem vegetationsforsøg under anvendelse af analytiske metoder. Resultaterne fremlægges i form af statistiske resultater eller ved præcisering og konkretisering af lovmæssigheder vedrørende udbytte. Eksempler på det er den såkaldte ”Liebigske minimumslov”, illustreret ved en tønde med ulige lange tøndestaver, også kaldet ”optimumloven”, og andre resultater med betydning for vækstfaktorer.
Man undersøger og forbedrer mulighederne for udbytte i sammenhæng med gødskning, vanding og sygdomsresistens ved at styre efter ernæringsfaktorer som udbyttekvalitet og næringskvalitet – f.eks. proteinindholdet i hvede eller nitratindholdet i bladgrønsager.

## Note
1. ↑  Inden for dette fagområde kaldes jord, vækstmedie og sphagnum under ét for substrat. Deraf også begrebet ”inaktivt substrat” om dyrkningsmedier, der ikke afgiver eller optager næringsstoffer.

## Weblinks
- Per Hansen: Plante-ernæring og udvaskning
- Shandong Lvfeng Fertilizer C.: Almindelige symptomer på næringsmangel i planter Arkiveret 23. februar 2017 hos  Wayback Machine
- /nr-4/AN4_2013planterod.pdf Aktuel naturvidnskab: Planterod (Webside ikke længere tilgængelig)
- W. Bergmann, H. Heß, G. Marks, W. Zorn, H. Gernat og M. Kerschberger: Ein bildgestütztes System zur Diagnose von Ernährungsstörungen an Pflanzen Visuplant 2004(tysk)